# Sự nghiệp điện ảnh của Sandra Bullock

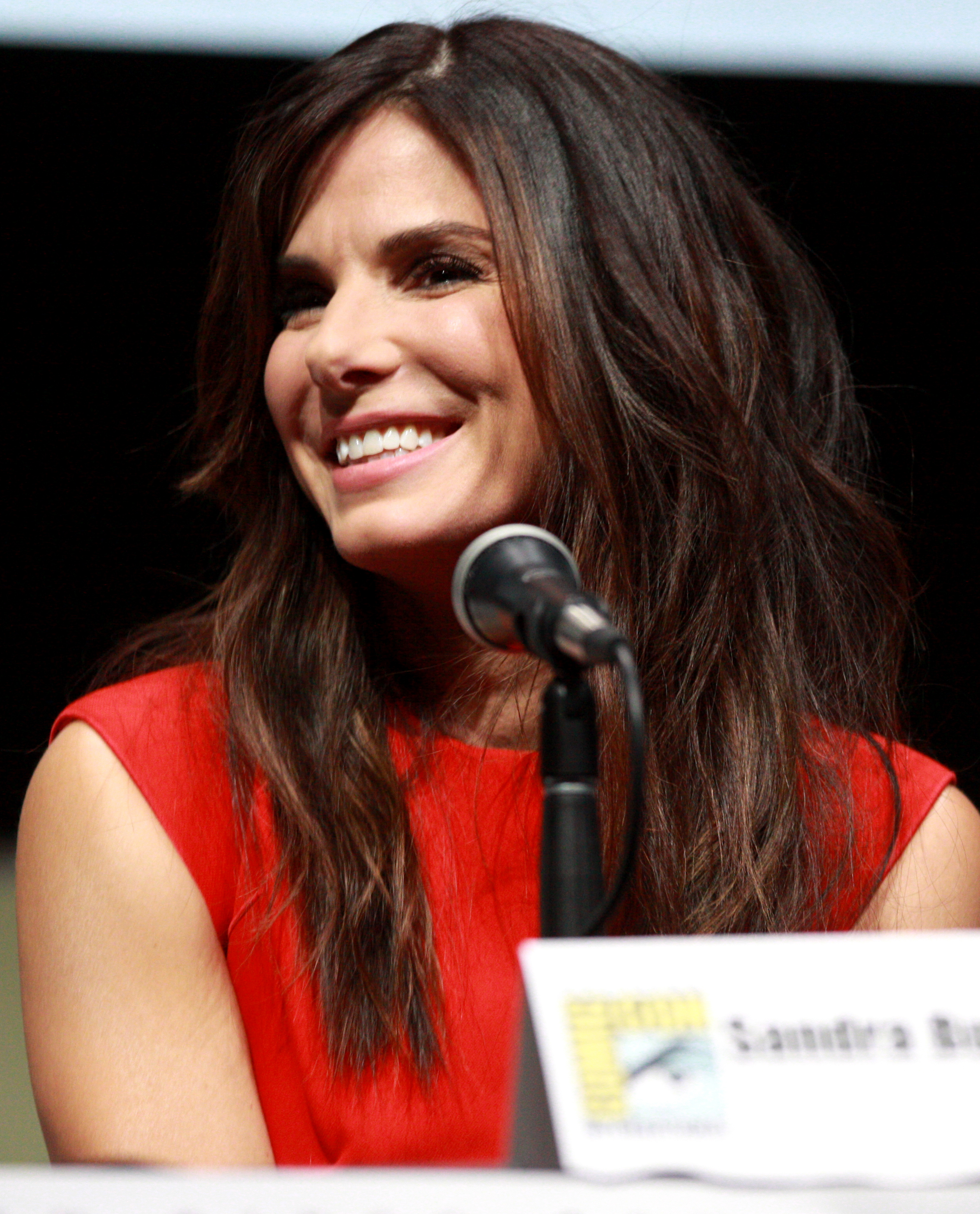
Sandra Bullock xuất hiện tại hội nghị San Diego Comic-Con năm 2013

Sandra Bullock là một nữ diễn viên nổi tiếng người Mỹ, khởi nghiệp với một vai diễn nhỏ trong bộ phim kinh dị Hangmen phát hành năm 1987. Cô từng đóng vai chính trong phim truyền hình, Bionic Showdown: The Six Million Dollar Man and the Bionic Woman (1989) và phim hài kịch tình huống Working Girl (1990) trước khi có vai diễn bước ngoặt của sự nghiệp bên nam diễn viên Keanu Reeves trong phim hành động Speed (1994). Năm 1995, Bullock thành lập công ty sản xuất phim riêng của mình có tên Fortis Films. Cùng năm đó, cô đóng vai chính trong bộ phim hài kịch lãng mạn While You Were Sleeping, và với bộ phim này cô lần đầu tiên được đề cử Giải Quả cầu vàng cho nữ diễn viên phim ca nhạc hoặc phim hài xuất sắc nhất. Một năm sau đó, Bullock đóng vai chính trong bộ phim chính kịch chuyển thể từ tiểu thuyết cùng tên của nhà văn John Grisham, A Time to Kill, bên cạnh nam diễn viên Matthew McConaughey. Năm 1997, cô tiếp tục tham gia diễn xuất trong phần sau của phim Speed có tên gọi Speed 2: Cruise Control. Năm kế tiếp, Bullock đóng vai chính trong bộ phim hài kịch lãng mạn Practical Magic, lồng tiếng cho nhân vật Miriam trong phim hoạt hình Hoàng tử Ai Cập và là giám đốc sản xuất của bộ phim đầu tay, một tác phẩm chính kịch lãng mạn với tên gọi Hope Floats.
Năm 2000, Bullock đóng vai đặc vụ FBI nằm vùng Gracie Hart trong phim hài Miss Congeniality, với vai diễn này lần thứ hai cô được đề cử Giải Quả cầu vàng cho nữ diễn viên phim ca nhạc hoặc phim hài xuất sắc nhất. Năm 2002, cô làm giám đốc sản xuất cho chương trình truyền hình George Lopez đồng thời đảm nhiệm vai chính bên Hugh Grant trong bộ phim hài kịch lãng mạn Two Weeks Notice. Năm 2004, Bullock đóng vai chính trong phim chính kịch về đề tài tội phạm Crash và nhận Giải SAG cho dàn diễn viên điện ảnh xuất sắc nhất cùng tập thể diễn viên. Năm sau đó cô tiếp tục đóng phần tiếp theo của Miss Congeniality có tên gọi Miss Congeniality 2: Armed and Fabulous. Năm 2006, Bullock một lần nữa đóng cặp với Reeves trong phim chính kịch lãng mạn The Lake House và đóng vai Harper Lee trong bộ phim tiểu sử về Truman Capote, Infamous.
Năm 2009, cô đóng vai chính trong phim hài kịch lãng mạn The Proposal, phim hài All About Steve, và phim chính kịch - tự truyện về thể thao có tên gọi The Blind Side. Bullock giành Giải Oscar cho nữ diễn viên chính xuất sắc nhất cho vai diễn trong phim The Blind Side. Cô cũng giành luôn Giải Mâm xôi vàng cho diễn viên nữ chính tồi nhất cho vai diễn trong phim All About Steve, trở thành nữ diễn viên đầu tiên trong lịch sử giành cả hai giải Oscar và mâm xôi vàng trong cùng một tuần.
Năm 2013, Bullock đóng vai chính trong phim hài The Heat và phim khoa học viễn tưởng Gravity. Với vai diễn trong Gravity, cô nhận được Giải Sao Thổ cho nữ diễn viên chính xuất sắc nhất. Bên cạnh đó, cô cũng đã được đề cử tại giải Oscar, giải BAFTA và giải Quả cầu vàng. Tính đến năm 2014, bộ phim này cũng là phim có doanh thu cao nhất cô từng tham gia với tổng lợi nhuận toàn cầu đạt 716 triệu USD.

## Điện ảnh

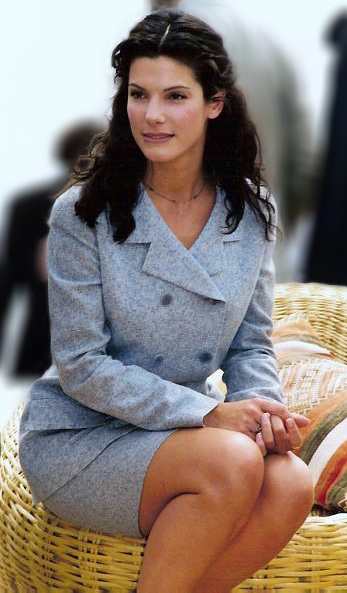
Bullock tại Liên hoan phim Cannes 1996

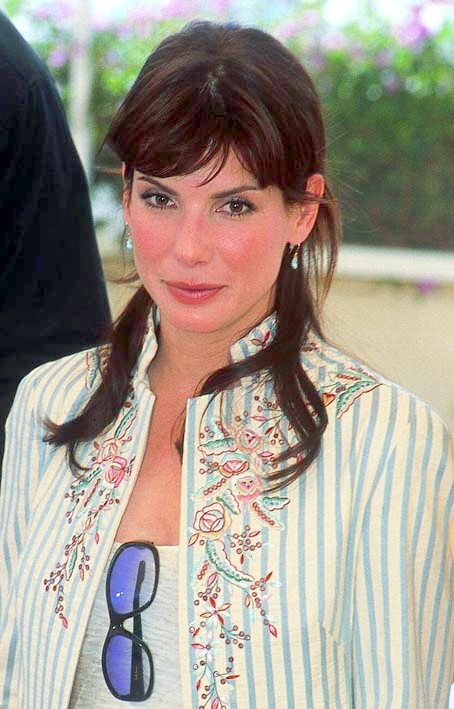
Bullock tại Liên hoan phim Cannes 2002

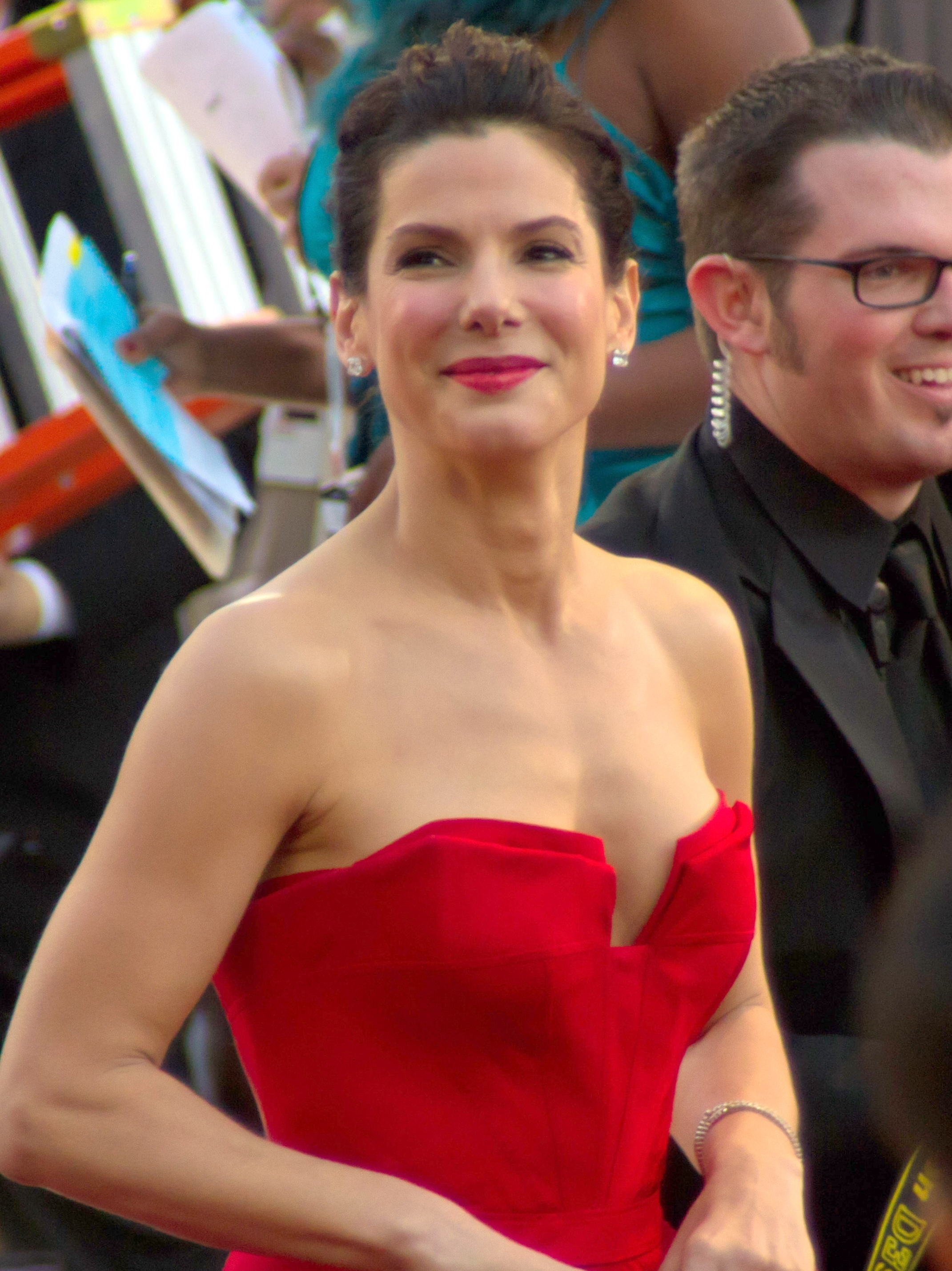
Bullock tại lễ trao Giải Oscar lần thứ 83, 2011

| Phim chưa phát hành | Biểu thị phim chưa phát hành |

| Tên phim                                | Năm  | Vai                                | Ghi chú                                                                                    | T.k.                 |
| --------------------------------------- | ---- | ---------------------------------- | ------------------------------------------------------------------------------------------ | -------------------- |
| Hangmen                                 | 1987 | Lisa Edwards                       |                                                                                            | [ 13 ]               |
| A Fool and His Money                    | 1989 | Debby Cosgrove                     | Có tên gọi khác là Religion, Inc.Phát hành băng đĩa (không phát hành tại rạp)              | [ 14 ] [ 15 ]        |
| Who Shot Patakango?                     | 1992 | Devlin Moran                       | Phát hành băng đĩa (không phát hành tại rạp)                                               | [ 14 ] [ 16 ]        |
| Who Do I Gotta Kill?                    | 1992 | Lori                               | Có tên gọi khác là Me & The Mob Phát hành băng đĩa (không phát hành tại rạp)               | [ 14 ] [ 17 ]        |
| Love Potion No. 9                       | 1992 | Diane Farrow                       |                                                                                            | [ 14 ] [ 18 ]        |
| The Vanishing                           | 1993 | Diane Shaver                       |                                                                                            | [ 19 ]               |
| When the Party's Over                   | 1993 | Amanda                             |                                                                                            | [ 20 ]               |
| The Thing Called Love                   | 1993 | Linda Lue Linden                   |                                                                                            | [ 21 ]               |
| Demolition Man                          | 1993 | Lenina Huxley                      |                                                                                            | [ 22 ]               |
| Fire on the Amazon                      | 1993 | Alyssa Rothman                     | Phát hành băng đĩa (không phát hành tại rạp) (phim quay năm 1990 nhưng phát hành năm 1993) | [ 23 ] [ 24 ] [ 25 ] |
| Wrestling Ernest Hemingway              | 1993 | Elaine                             |                                                                                            | [ 26 ]               |
| Speed                                   | 1994 | Annie Porter                       |                                                                                            | [ 27 ]               |
| While You Were Sleeping                 | 1995 | Lucy Eleanor Moderatz              |                                                                                            | [ 28 ]               |
| The Net                                 | 1995 | Angela Bennett                     |                                                                                            | [ 29 ]               |
| Two If by Sea                           | 1996 | Roz                                |                                                                                            | [ 30 ]               |
| A Time to Kill                          | 1996 | Ellen Roark                        |                                                                                            | [ 31 ]               |
| In Love and War                         | 1996 | Agnes von Kurowsky                 |                                                                                            | [ 32 ] [ 33 ]        |
| Speed 2: Cruise Control                 | 1997 | Annie Porter                       |                                                                                            | [ 34 ]               |
| Hope Floats                             | 1998 | Birdee Pruitt                      | Kiêm giám đốc sản xuất                                                                     | [ 35 ]               |
| Making Sandwiches                       | 1998 | Melba Club                         | Phim ngắn Kiêm nhà sản xuất, đạo diễn, biên kịch                                           | [ 36 ]               |
| Practical Magic                         | 1998 | Sally Owens                        |                                                                                            | [ 37 ]               |
| Hoàng tử Ai Cập                         | 1998 | Miriam                             | Lồng tiếng                                                                                 | [ 38 ]               |
| Forces of Nature                        | 1999 | Sarah                              |                                                                                            | [ 39 ]               |
| Gun Shy                                 | 2000 | Judy Tipp                          | Kiêm nhà sản xuất, giám đốc sản xuất album                                                 | [ 40 ] [ 41 ]        |
| 28 Days                                 | 2000 | Gwen Cummings                      |                                                                                            | [ 42 ]               |
| Miss Congeniality                       | 2000 | Gracie Hart                        | Kiêm nhà sản xuất                                                                          | [ 43 ]               |
| Kate & Leopold                          | 2001 | —                                  | Sản xuất                                                                                   | [ 44 ]               |
| Murder by Numbers                       | 2002 | Det. Cassie Mayweather             | Kiêm giám đốc sản xuất                                                                     | [ 45 ]               |
| Divine Secrets of the Ya-Ya Sisterhood  | 2002 | Siddalee Walker                    |                                                                                            | [ 46 ]               |
| Two Weeks Notice                        | 2002 | Lucy Kelson                        | Kiêm nhà sản xuất                                                                          | [ 47 ]               |
| Crash                                   | 2004 | Jean                               |                                                                                            | [ 48 ]               |
| Loverboy                                | 2005 | Bà Harker                          |                                                                                            | [ 49 ]               |
| Miss Congeniality 2: Armed and Fabulous | 2005 | Gracie Hart                        |                                                                                            | [ 50 ]               |
| The Lake House                          | 2006 | Dr. Kate Forster                   |                                                                                            | [ 51 ]               |
| Infamous                                | 2006 | Harper Lee                         |                                                                                            | [ 52 ]               |
| Premonition                             | 2007 | Linda Hanson                       |                                                                                            | [ 53 ]               |
| The Proposal                            | 2009 | Margaret Tate                      | Kiêm giám đốc sản xuất                                                                     | [ 54 ]               |
| All About Steve                         | 2009 | Mary Horowitz                      | Kiêm nhà sản xuất                                                                          | [ 55 ]               |
| The Blind Side                          | 2009 | Leigh Anne Tuohy                   |                                                                                            | [ 56 ]               |
| Extremely Loud & Incredibly Close       | 2011 | Linda Schell                       |                                                                                            | [ 57 ]               |
| The Heat                                | 2013 | Special Agent Sarah Ashburn        |                                                                                            | [ 58 ]               |
| Gravity                                 | 2013 | Tiến sĩ Ryan Stone                 |                                                                                            | [ 59 ]               |
| The Prime Ministers: The Pioneers       | 2013 | Golda Meir                         | Phim tài liệu (lồng tiếng)                                                                 | [ 60 ]               |
| Minions                                 | 2015 | Scarlet Overkill                   | Lồng tiếng                                                                                 | [ 61 ]               |
| Our Brand Is Crisis                     | 2016 | "Calamity" Jane Bodine             | Kiêm giám đốc sản xuất                                                                     | [ 62 ] [ 63 ]        |
| Ocean's 8                               | 2018 | Debora 'Debbie' Ocean              |                                                                                            | [ 64 ]               |
| Bird Box                                | 2018 | Malorie Hayes                      | Kiêm giám đốc sản xuất                                                                     | [ 65 ]               |
| The Unforgivable                        | 2021 | Ruth Slater                        | Kiêm nhà sản xuất                                                                          | [ 66 ]               |
| The Lost City                           | 2022 | Loretta Sage / Dr. Angela Lovemore | Kiêm nhà sản xuất                                                                          | [ 67 ]               |
| Bullet Train                            | 2022 | Maria Beetle                       |                                                                                            | [ 68 ]               |

## Truyền hình
| Tên phim                                                         | Năm     | Vai              | Ghi chú                                  | T.k.          |
| ---------------------------------------------------------------- | ------- | ---------------- | ---------------------------------------- | ------------- |
| Bionic Showdown: The Six Million Dollar Man and the Bionic Woman | 1989    | Kate Mason       | Phim truyền hình                         | [ 69 ]        |
| Starting from Scratch                                            | 1989    | Barbara Webster  | Tập "Confidence Game"                    | [ 70 ]        |
| The Preppie Murder                                               | 1989    | Stacy            | Phim truyền hình                         | [ 71 ]        |
| Working Girl                                                     | 1990    | Tess McGill      | 12 tập                                   | [ 72 ]        |
| Lucky/Chances                                                    | 1990    | Maria Santangelo | Miniseries                               | [ 73 ]        |
| George Lopez                                                     | 2002−04 | Accident Amy     | 3 tập (diễn viên) Kiêm giám đốc sản xuất | [ 74 ] [ 75 ] |